# Osseo (Minnesota)
Osseo és una població dels Estats Units a l'estat de Minnesota. Segons el cens del 2000 tenia 2.434 habitants.

## Demografia
Segons el cens del 2000, Osseo tenia 2.434 habitants, 1.035 habitatges, i 606 famílies. La densitat de població era de 1.220,5 habitants per km².
Dels 1.035 habitatges en un 27% hi vivien nens de menys de 18 anys, en un 42,8% hi vivien parelles casades, en un 10,5% dones solteres, i en un 41,4% no eren unitats familiars. En el 34,6% dels habitatges hi vivien persones soles el 15% de les quals corresponia a persones de 65 anys o més que vivien soles. El nombre mitjà de persones vivint en cada habitatge era de 2,2 i el nombre mitjà de persones que vivien en cada família era de 2,83.
Per edats la població es repartia de la següent manera: un 19,4% tenia menys de 18 anys, un 9,8% entre 18 i 24, un 29% entre 25 i 44, un 20,1% de 45 a 60 i un 21,6% 65 anys o més.
L'edat mediana era de 40 anys. Per cada 100 dones de 18 o més anys hi havia 89,1 homes.
La renda mediana per habitatge era de 42.685$ i la renda mediana per família de 52.083$. Els homes tenien una renda mediana de 38.150$ mentre que les dones 27.917$. La renda per capita de la població era de 23.507$. Entorn del 2,3% de les famílies i el 2,6% de la població estaven per davall del llindar de pobresa.

## Poblacions més properes
El següent diagrama mostra les poblacions més properes.